# Ibuki
Ибуки (яп. いぶき Ибуки, Дыхание) (также спутник известен как The Greenhouse Gases Observing Satellite («Спутник для мониторинга парниковых газов»), сокращённо GOSAT) — японский спутник дистанционного зондирования Земли, первый в мире космический аппарат, чьей задачей является мониторинг парниковых газов.. «Ibuki» оборудован инфракрасными датчиками, которые определяют плотность углекислого газа и метана в атмосфере. Всего на спутнике установлено семь различных научных приборов. «Ibuki» разработан японским космическим агентством JAXA и запущен 23 января 2009 года с космодрома Танегасима. Запуск был осуществлён с помощью японской ракеты-носителя H-IIA.

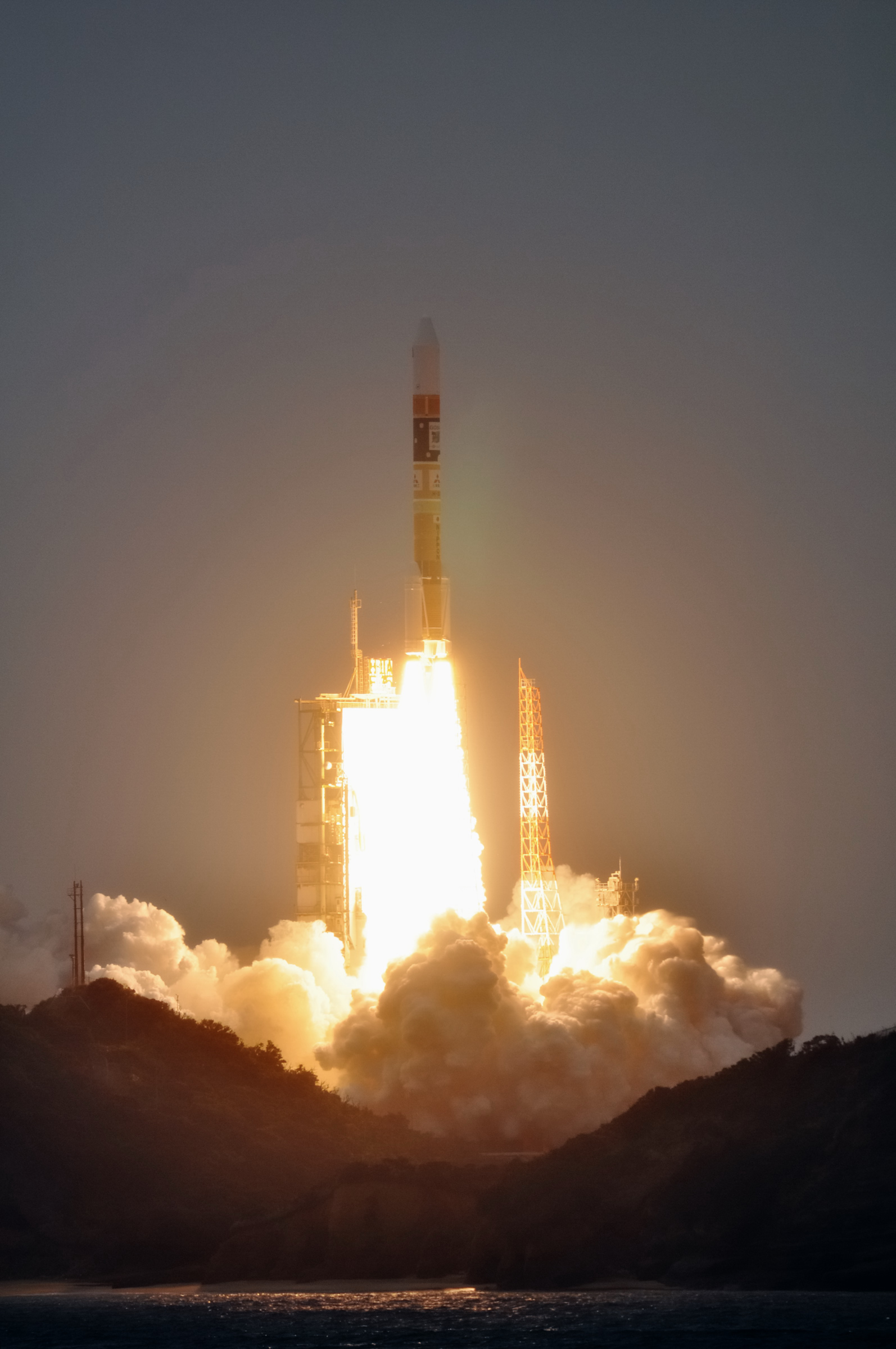
Запуск спутника

Данные со спутника будут использоваться Министерством окружающей среды Японии и Национальным институтом экологических исследований для контроля над соблюдением положений соглашения о сокращении выбросов в атмосферу газов, способствующих развитию парникового эффекта. Также данные будут доступны для НАСА и другим космическим и научным организациям в разных странах.

## GOSAT-2
Спутник наблюдения за парниковыми газами GOSAT-2, также известный как IBUKI-2, был запущен из Космического центра Танегасима ракетой H-IIA 29 октября 2018 года.

## GOSAT-GW
Спутник GOSAT-GW, первоначально имевший обозначение GOSAT-3, должен решать две задачи: наблюдение за парниковыми газами для Министерства окружающей среды и Национального института экологических исследований, а также за процессом круговорота воды для космического агентства Японии. Cпутник построен корпорацией Mitsubishi Electric и запущен ракетой-носителем H-IIA 28 июня 2025 года с космодрома Танегасима.